# Lex Luger (producent muzyczny)
Lex Luger, a właściwie Lexus Arnel Lewis (ur. 6 marca 1991 w Suffolk, stanie Wirginia) – amerykański producent muzyczny specjalizujący się w muzyce hip-hop. W 2010 r. wspólnie z producentem Southside założył zespół 808 Mafia. Lewis jest także członkiem duetu Low Pros, którego tworzy z utytułowanym DJ-em A-Trakiem.
Laureat nagrody BET Hip Hop Awards w kategorii Producer of the Year (pol. Producent roku) w roku 2011.

## Dyskografia
- Rubba Band Business 2 (oraz Juicy J, mixtape, 2011)[6]